# Flygaräss

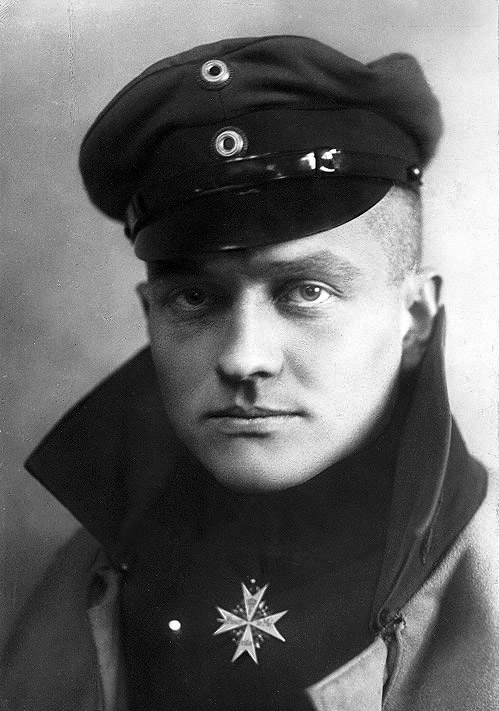
Manfred von Richthofen, vars officiellt 80 luftsegrar (16 äss) gjorde honom till det mest berömda av första världskrigets flygaräss, samt slutgiltigt "äss av äss" i det tyska kejsarrikets flygtrupper.

Flygaräss, alternativt flygaress eller flygess, kallas i allmänhet en stridsflygare som har skjutit ner fem eller flera fiendeflygplan (så kallade luftsegrar). Begreppet myntades under första världskriget.
Sedan andra världskriget har begreppet äss även förekommit i andra försvarsgrenar eller militära befattningar, till exempel pansaräss eller stridsvagnsäss för vagnchefer som fört befäl av en stridsvagn eller annat pansarfordon vid nedkämpning av 5 andra stridsvagnar eller pansarfordon.

## Historik
Begreppet äss myntades 1915 under första världskriget då den franska piloten Adolphe Pegoud skjutit ner fem fiendeflygplan och den franska pressen kallade honom för ett flygande äss.
Just under 1915 hade jaktflygplanet som typ utvecklats, först i Frankrike där man placerat en kulspruta i eldriktningen. Problemet med att man då var tvungen att skjuta genom de roterande propellerbladen lösts (nödhjälpligt) genom att låta sko bladen med stålskenor.
Senare under 1915 tog de tyska piloterna över initiativet. De använde sig av lättmanövrerade Fokker-plan, där kulsprutans eldgivning synkroniserats med propellerbladens rotation. Resultatet blev att man undvek att träffa propellern.
Engelsmännen och fransmännen dröjde länge med att inför en propellersynkroniserad eldgivning. Under tiden monterade man kulsprutor ovanför flygplanets propellerark.
Senare under kriget kom flera nya, förbättrade jaktplansmodeller. Fransmännens Nieuport var ett tag dominerande, men mot slutet av kriget kom tyskarnas Albatros-modeller (D.I, D.II och D.III) samt Fokker Dr.I-triplan att överta initiativet i luftstriderna. Bland de mest framgångsrika tyska flygarässen fanns namn som Oswald Bölcke, Ernst Udet och Manfred von Richthofen.

## Begrepp
Titeln flygaräss brukar ges ut per 5 luftsegrar, varav piloter kan bli flerfaldiga äss, exempelvis:
- 10 segrar (2 × 5) ger begreppet "tvåfaldigt äss", alternativt kallat "dubbeläss"
- 15 segrar (3 × 5) ger begreppet "trefaldigt äss", alternativt kallat "trippeläss"
- 20 segrar (4 × 5) ger begreppet "fyrfaldigt äss", alternativt kallat "tetraäss"
- 25 segrar (5 × 5) ger begreppet "femfaldigt äss", alternativt kallat "pentaäss", etc.

Efter visst antal nedskjutningar brukar man sluta räkna äss. Främst räknas egna luftsegrar (sådana som vunnits på egen hand) men  i vissa länder räknas även delade segrar (sådana där två eller flera parter skjuter ner ett plan).[källa behövs]
Det ledande aktiva ässet per försvarsgren i en nations militär under krigstid brukar benämnas "äss av äss". Eftersom titeln ges till "aktiva äss" kan titeln skifta under krigstid om ett äss övertar ett annat äss i antal luftsegrar, alternativt om ledande äss av äss stupar i strid, varav titeln skiftar till föregående 2:a-platsare.
Om en pilot lyckas skjuta ner 5 fiender på en och samma dag benämns detta "äss på en dag" (alternativt "dagsäss"), vilket även går att skala upp: "dubbeläss på en dag" ("dubbelt dagsäss"), etc.

## Några kända flygaräss
- William Y Anderson 7 segrar (enda svenskfödda flygarässet)
- Albert Ball
- René Fonck 75 segrar (det främsta allierade flygarässet under första världskriget)
- Oswald Bölcke
- James Harold Doolittle
- Josef Frantisek
- Roland Garros
- Hermann Göring 22 segrar
- Erich Hartmann 352 segrar
- Max Immelmann
- Ilmari Juutilainen 94 segrar (det främsta icke-tyska flygarässet under andra världskriget)
- Adolf Galland 104 segrar
- Adolphe Pegoud
- Aleksandr Pokrysjkin 59 segrar
- Manfred von Richthofen (Röde Baronen) 80 segrar
- Eddie Rickenbacker
- Shahram Rostami 6 segrar
- Hans-Ulrich Rudel 9 segrar, + 519 stridsvagnar och ett slagskepp
- Alexander de Seversky
- Ernst Udet 62 segrar
- Jalil Zandi 11 segrar
- Chuck Yeager "ace in a day" -"dagsäss"
- Ivan Kozjedub 60 segrar (det främsta allierade flygarässet under andra världskriget)